# Jorijoši Minamoto
Minamoto Jorijoši, těž Minamoto no Jorijoši, byl samuraj z rodu Minamoto.

## Život
Jorijoši se narodil roku 995[ujasnit]. Bojoval zprvu po boku svého otce Jorijobua Minamota (968–1048). Osobně se proslavil v tažení před devíti lety,[kdy?] ve které vyústila Jorijošiho snaha potlačit moc Joritokiho Abeho, jenž zneužíval svého úředního postavení k vlastnímu prospěchu. Joritoki byl zabit v roce 1057, ale jeho syn Sadato Abe v boji pokračoval, ukryt za dřevěnou palisádou v Kawasaki. 
Jorijoši proti Sadatovi zaútočil, ale útok se nezdařil. Když se stáhl, aby přeskupil své vojsko, strhla se zrovna prudká sněhová vánice. Sadato Abe zaútočil a Jorijošiho vojáci museli ustoupit – ústupovou akci jich však přežilo málo. Za statečnost prokázanou v tomto boji získal Jorijošiho třináctiletý syn Jošiie čestnou přezdívku Hačimantaró – prvorozený syn boha války Hačimana. Hlavní zdroj informací o tomto válečném tažení, gunkimono Mucu waki, obsahuje několik fascinujících popisů velitelské zdatnosti Jorijošiho. Dočteme se, že se k Jorijošimu přidalo mnoho mužů, „protože Jorijoši se o ně staral a dbal na uspokojování jejich potřeb“. Po jedné bitvě Jorijoši „nasytil své vojáky a uvedl jejich zbroj do pořádku. Osobně obešel celé ležení a ošetřoval zraněné. Vojáci byli velmi dojati a všichni říkali:'Oplatíme mu to svými těly.'“ V roce 1062 se Minamoto opět pustil do boje a oblehl Abe Sadata v jeho pevnosti Kurijagawa. Znovu došlo k lítému boji, v jehož průběhu mladý Jošiie údajně pronesl modlitbu určenou jeho ochrannému božstvu Hačimanovi. Slíbil prý, že mu v případě vítězství postaví svatyni. Když se pak s useknutými hlavami svých nepřátel vracel Minamoto do Kjóta, nechal v Kamakuře postavit Hačimanovu svatyni Curugaoka, jež se stala nejposvátnějším místem celého rodu Minamotů.
Roku 1065 se stal budhistickým mnichem a přijal náboženské jméno Šinkaj (信海, anglicky Shinkai).
Minamoto Jorijoši zemřel roku 1082.